# Euryglottis dognini
Espèce
Euryglottis dognini est une espèce de lépidoptères de la famille des Sphingidae, de la sous-famille des Sphinginae, de la tribu des Sphingini et du genre Euryglottis.

## Description
L' envergure est d'environ 117 mm. Il y a trois rangées de taches blanches sur chaque côté de l'abdomen et une grande tache blanche à la base sur la partie inférieure de l'abdomen.

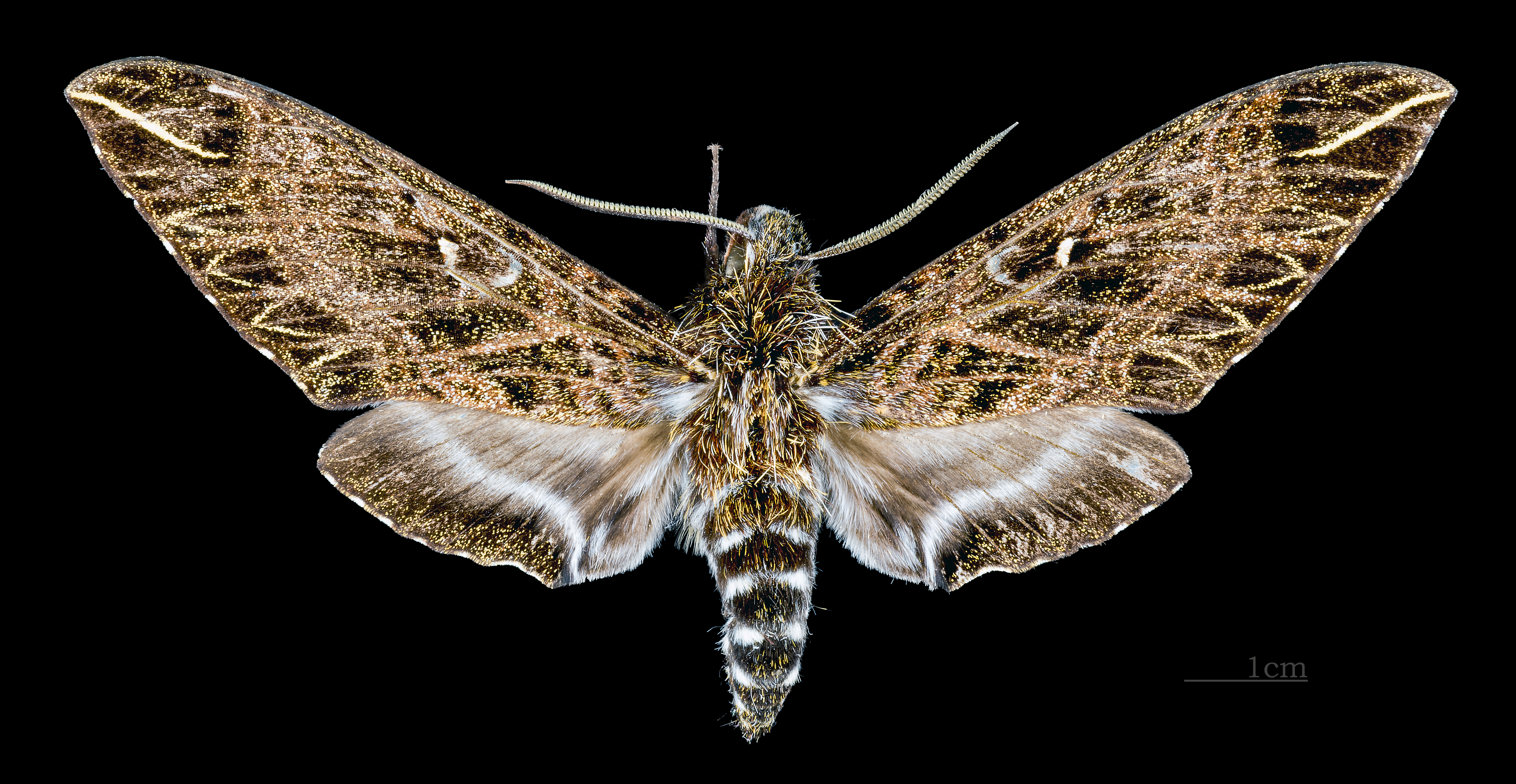
Euryglottis dognini femelle, face dorsale (coll.MHNT)
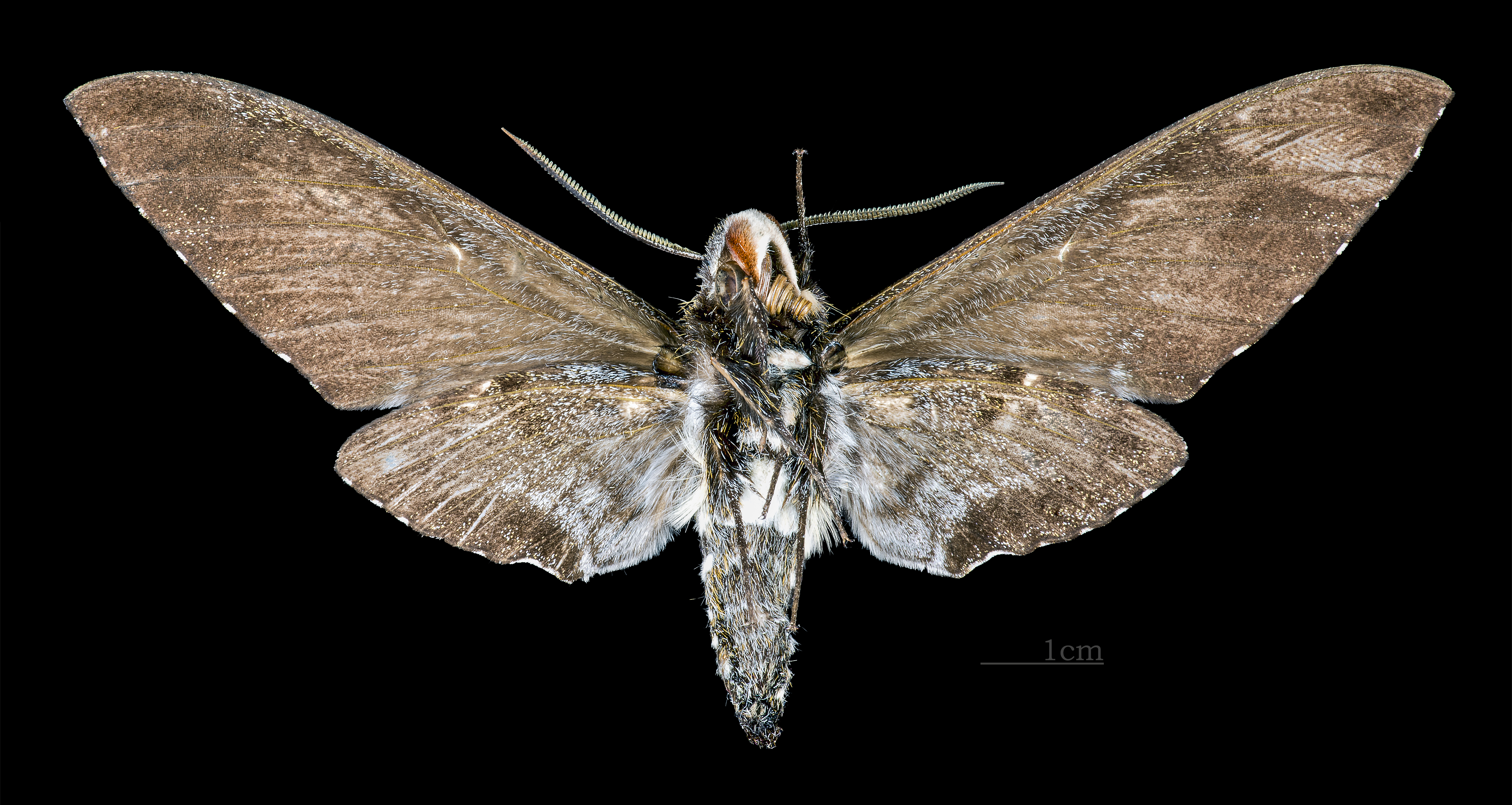
Euryglottis dognini femelle, revers (coll.MHNT)

## Répartition et habitat
Le genre est néo-tropical. L'espèce est connue en Colombie, en Équateur, et au Pérou en Bolivie et au Venezuela.

## Biologie
Les adultes volent de février à août.

## Systématique
- L'espèce Euryglottis dognini a été décrite par l'entomologistes britannique Lionel Walter Rothschild en 1896[2].